# Montauk (powieść)
Montauk – powieść szwajcarskiego pisarza Maxa Frischa, opublikowana w Polsce w roku 1975. W jego dorobku zajmuje ona szczególne miejsce. Wprawdzie już wcześniejsze postacie Frischa były często kształtowane autobiograficznie, podczas gdy opowieść była fikcyjna. W przeciwieństwie do tego, protagonista w Montauk nosi imię autora, opowiadając o autentycznym wydarzeniu: o weekendzie, który Frisch spędził z młodą kobietą na wschodnim wybrzeżu Ameryki. Wydawnictwo Czytelnik opublikowało polską wersję w roku 1978 w przełożeniu Stanisława Kołodziejczyka.
Przelotny romans stanowi okazję do przeglądu własnej biografii. Narrator opowiada o kobietach, z którymi był związany, jak również o nieudanych związkach. Kolejne refleksje dotyczą wieku, bliskości śmierci oraz współzależności życia i pracy. Sama geneza tekstu staje się tematem powieści. Inaczej niż w innych dziełach Frisch przedstawia ów weekend zgodnie z tym, co bezpośrednio przeżył: „Chciałbym ten dzień opisać, tylko ten dzień, nasz weekend i jak do tego doszło, jak będzie dalej. Chciałbym móc opowiedzieć, niczego przy tym nie zmyślając.”

## Fabuła
Ramy akcji stanowią dni 11 i 12 maja roku 1974. Stoją one na końcu podróży autorskiej przez Stany Zjednoczone. Lot powrotny do Europy jest przewidziany na 14 maja, zaledwie dzień przed 63 urodzinami Maxa Frischa. Towarzyszy mu Lynn, 30-letnia pracownica wydawnictwa, która ma za zadanie zadbać o autora, którego twórczości w ogóle nie znała. W ich ostatni weekend Lynn i Max poznają się bliżej i wybierają się na wspólną podróż na Long Island do wioski Montauk na wybrzeżu Atlantyckim.
Obecność Lynn pobudza Maxa do refleksji i wspomnień dotyczących wieku, wzrastających wrażeń, bycia ciężarem dla własnego otoczenia, oraz sukcesu łącznie z jego wpływem na stosunki międzyludzkie. Przy tej okazji ujawnia sporo osobistych detali. Wspominając o czterech aborcjach odpowiada ze zwłoką na pytanie „Ile dzieci nie przyszło na świat z waszej woli?” z własnego Kwestionariusza z 1966. Odczuwając siebie jako "natręt" wobec kobiet,  podchwytuje przekonanie głównej postaci z powieści Homo Faber, który ogłasza: „nie znoszę sam siebie, kiedy jestem innym ludziom ciężarem, i nigdy nie było moim zwyczajem latanie za kobietami, które mnie nie chcą”.
Rozmyśla również na temat własnego dzieła, począwszy od równoległej pracy młodego architekta na budowie obok pierwszych sztuk teatralnych, a skończywszy ze stałymi, niezmiennymi pytaniami, które stawiano ze strony prasy autorowi późniejszych opowieści. Jest on niezadowolony z tego, co dotąd napisał: Obsługując nieznajomą publiczność, zamiótł rozległe obszary własnego życia pod dywan.
Przede wszystkim jego byłe towarzyszki stoją w centrum opowieści. Lynn wywołuje wspomnienia o jej poprzedniczkach, poczynając od Käthe, wczesnej przyjaciółki żydowskiego pochodzenia (i wzoru dla Hanny z powieści Homo Faber), jego pierwszej żony Trudy oraz obecnej żony Marianne, kończąc na Ingeborg Bachmann, za którą przeniósł się w roku 1960 na kilka lat do Rzymu. W obliczu nadchodzącej śmierci narrator wystrzega się przywiązania kobiety do związku pozbawionego przyszłości. Zgodnie z tym życzy sobie, aby Lynn pozostała ostatnią kobietą w jego życiu. Równocześnie obydwoje zdają sobie z tego sprawę, że ich stosunek nie przetrwa tego właśnie weekendu. Łącznie z tym wyraża nadzieje, ze „imię Lynn nie będzie oznaczało winy.”
Na końcu powieści Lynn i Max rozchodzą się w Nowym Yorku ze zwykłym „Bye”. Na skrzyżowaniu First Avenue z 46th Street spogląda za odchodzącą kobietą: "nie odwróciła się, stanęła, i trwało dobrą chwilę, zanim mogła przejść na drugą stronę ulicy."